# Закон і порядок: Спеціальний корпус (сезон 2)
Прем'єра другого сезону телесеріалу «Закон і порядок: Спеціальний корпус» відбулася 20 жовтня 2000 на NBC. Оскільки Ніл Бейр був продюсером лише першого сезону шоу, другий сезон супроводжувався різкими змінами. Серіал почав фокусувати увагу на сценах судового процесу, додавши до акторського складу помічника окружного прокурора у справах про сексуальні злочини.

## Актори та персонажі

### Основний склад
- Крістофер Мелоні - детектив Елліот Стейблер
- Марішка Харгітей - детектив Олівія Бенсон
- Річард Белзер - детектив Джон Манч
- Мішель Герд - детектив Монік Джефріс
- Стефані Марч - помічник окружного прокурора Александра Кебот
- Ice-T - молодший детектив Одафін «Фін» Тутуола
- Денн Флорек - капітан Дон Крейген

### Другорядний склад
- Ізабель Гілліс — дружина детектива Стейблера, Кетлін
- Бредлі Вонг — доктор Джордж Хуан
- Тамара Туні — судмедексперт, доктор Мелінда Уорнер

## Епізоди

### Епізод 1 (Добре зло)
Донька Стейблера, Морін, стає свідком жахливого злочину: вбивства чоловіка, якого підпалили. Внутрішня психологічна оцінка детективів корпусу дає цікаві результати. Монік Джеффріс знімається з активної служби та переходить на паперову роботу, а її місце займає детектив Фін Тутуола. Александра Кебот приєднується до загону спеціального корпусу як постійний помічник окружного прокурора відділу сексуальних злочинів.

### Епізод 2 (Честь)
Дочка афганського дипломата знайдена зґвалтованою в парку. Під час розслідування детективи дізнаються, що діти в її родині виховувалися згідно з традиціями Талібану, згідно з якими «вбивство честі» є покаранням за непокору. Хоча її пригнічували все життя, детективи звертаються за допомогою до матері жінки, сподіваючись, що любов, яку вона відчуває до дочки, сильніша.

### Епізод 3 (Замкнутість: Частина друга)
Стейблер і Бенсон розслідують сексуальне насильство, дуже схоже на те, з яким вони працювали шість місяців тому. Вони припускають, що головний підозрюваний з попередньої справи - винний. Усе ускладнюється, коли вони дізнаються, що за ним стежить його попередня жертва, яка прагне помсти.

### Епізод 4 (Спадщина)
Семирічна дівчинка лежить у стані глибокої коми, поки детективи допитують членів її неблагополучної сім’ї, щоб визначити джерело насильства. Манч згадує аналогічний випадок з його дитинства.

### Епізод 5 (Маленький вбивця)
Трагічна смерть дівчинки привела слідчих до маленького хлопчика. Бенсон і Стейблер опитують його в присутності його батьків, оскільки він є одним із наймолодших підозрюваних у вбивстві, яких вони коли-небудь допитували. Тим часом Алекс сперечається зі своїми колегами про те, яке покарання було б етичним для дитини. Балістичні тести показують, що хлопчик взяв пістолет під час бандитських розборок, свідком якого він, мабуть, був.

### Епізод 6 (Незгода)
Виникає багато етичних питань, коли хворий на шизофренію який відмовляється приймати ліки, стає підозрюваним у справі подвійного вбивства.

### Епізод 7 (Зруйновані вщент)
Під час розслідування справи про домашнє насильство, вскривається правда про зґвалтування жінки її чоловіком-поліцейським. Монік Джеффріс залишає роботу і подає позов про дискримінацію проти поліції Нью-Йорка.

### Епізод 8 (Підстава)
Детективи розслідують справу зґвалтування неповнолітньої під час відкриття розкішного готелю. Розслідування приймає дивний поворот, коли її сім'я намагається замовчувати скандал, готуючи позов. Незабаром детективи розуміють, що дівчина не така невинна, як прикидається. Бенсон намагається впоратися зі смертю матері.

### Епізод 9 (Феї)
Детективи розслідують справу вбивства молодої гімнастки. Під час розслідування вспливає багато фактів з життя спортсменки, як-то багатий залицяльник-благодійник і найкраща подруга, яка має багато образ на вбиту.

### Епізод 10 (Згода)
Студентку зґвалтували під час братської вечірки, але вона нічого не пам'ятає. Детективи з’ясовують, що в її організмі був препарат для зґвалтування на побаченнях, через що в детективів з’являється багато підозрюваних і спільників. Зрештою вони виявляють, що хлопець, який займався сексом з Келлі, навіть не знав що вона була під дією наркотиків.

### Епізод 11 (Недбалість)
Стейблер і Бенсон підозрюють, що батьківська недбалість призвела до смерті сина зіркової сім'ї. Це змусило їх боятися за іншу дитину - маленьку дівчинку Ешлі. Бенсон розуміє, що одержимі кар’єрою батьки ігнорують Ешлі, і що її відчайдушні крики про увагу призвели до ряду фізичних травм. Коли Бенсон просуває справу далі, реакція матері ставить її роботу під загрозу.

### Епізод 12 (Секрети)
Справа про зґвалтування та вбивство вчительки зазнає багато перешкод, після того як один з її учнів викриває сексуальну залежність жінки.

### Епізод 13 (Жертви)
Колишній офіцер поліції, а тепер громадський активіст, є підозрюваним у вбивствах відомих сексуальних злочинців. Одна з жертв цих насильників намагається покінчити життя самогубством, залишаючи Стейблера в потенційно небезпечній для життя ситуації.

### Епізод 14 (Параноя)
Зґвалтування ветеранки поліції, яка тренувала Бенсон, ускладнюється багатьма проблемами, як-от те, що жертва відмовляється від своїх свідчень. Зґвалтування спочатку пов’язують із гральними боргами її колишнього чоловіка, а потім із її колегами.

### Епізод 15 (Зворотний відлік)
Детективи працюють цілодобово, щоб знайти викрадену дівчину. Докази вказують на серійного вбивцю, який вбиває своїх жертв через три дні, і слідує дуже специфічній схемі. Протягом трьох днів у злочинця є «День вечірки», «День фотосесії» і нарешті, «Особливий день», у який жертв ґвалтують і вбивають. Розслідуванню допомагає остання жертва вбивці яка втекла.

### Епізод 16 (Біглянка)
Детективи розшукують дочку поліцейського, справа підвела їх до андеграундної рейв-тусовки, яка обслуговує норовливих підлітків. Спеціальний корпус використовує інформатора Тіто Френка і Монік Джеффріс, яка повертається в останній момент, щоб допомогти своїм колишнім колегам знайти зниклу дівчину. 

### Епізод 17 (Дурість)
Побиття молодого чоловіка розкриває небезпечну компанію чоловічого ескорту, де їхня сутенерка, навмисно відправляє своїх співробітників на потенційно смертоносні побачення.

### Епізод 18 (Людське полювання)
Коли деталі викрадення виявляють схожість із серією попередніх зґвалтувань і вбивств, Манч і Фін виявляють, що вистежують серійного вбивцю. Він виявляється надзвичайно спритним, і користується довірою свого напарника для того, щоб виїхати в Канаду. Там він використовує закон про екстрадицію.

### Епізод 19 (Паразити)
Коли останки молодої жінки знайшли закопаними у дворі квартири з нашийником і повідцем, детективи Бенсон і Стейблер виявляють, що мертвою жінкою є румунська мігрантка, яку привезли до Сполучених Штатів для одруження. Від сестри-близнючки вони дізнаються, що мертва жінка покинула свого жорстокого чоловіка та мала звичку користуватися перевагами багатих залицяльників. Згодом дослідження останків виявляє справжню ідентичність померлої жінки.

### Епізод 20 (Образа)
Бенсон і Стейблер розслідують вбивство і зґвалтування вагітної жінки, тіло якої було знайдено на березі річці. Її колишній співробітник звинувачує її в сексуальному переслідуванні.

### Епізод 21 (Лихо)
Команда шукає серійного вбивцю, який виправдовує свої злочини релігійною мотивацією, викликаною швидким погіршенням стану здоров’я. Його дружина, незважаючи на те, що вона знає що його змусили вбити, благає прокурорів проявити поблажливість через його стан